# Enneandria

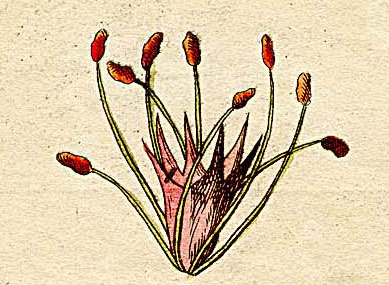
Enneandria

Em botânica, enneandria  é uma classe de plantas segundo o sistema de Linné.  Apresentam flores hermafroditas com nove estames livres e iguais.
As ordens e os gêneros que constituem esta classe são:
Ordem 1. Monogynia (com um pistilo)
Gêneros: Laurus
Ordem 2. Trigynia (com três pistilos) 
Gêneros: Spondias, Rheum
Ordem 3. Hexagynia (com seis pistilos)  
Gêneros: Butomus

## Ordem enneandria
No mesmo sistema de classificação, enneandria  é uma ordem da classe Dioecia.